# Kaiku

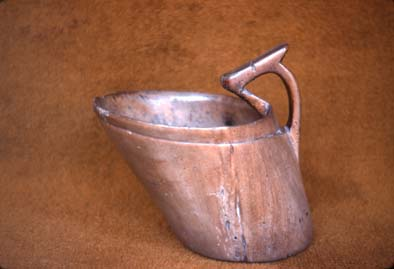
Kaiku

Le kaiku ou kotxu est un récipient traditionnel du Pays basque.
Ce pot en bois de bouleau avec une anse surélevée était utilisé pour la traite des animaux laitiers.
On pouvait également y cuire le lait en y jetant des pierres chauffées au feu pour réaliser le mamyia ou gaztanbera, caillé de brebis.